# آقاجالی
آقاجالی (به لاتین: Agadzhaly) یک منطقه مسکونی در جمهوری آذربایجان است که در شهرستان ایمیشلی واقع شده است.